# Kansas Speedway

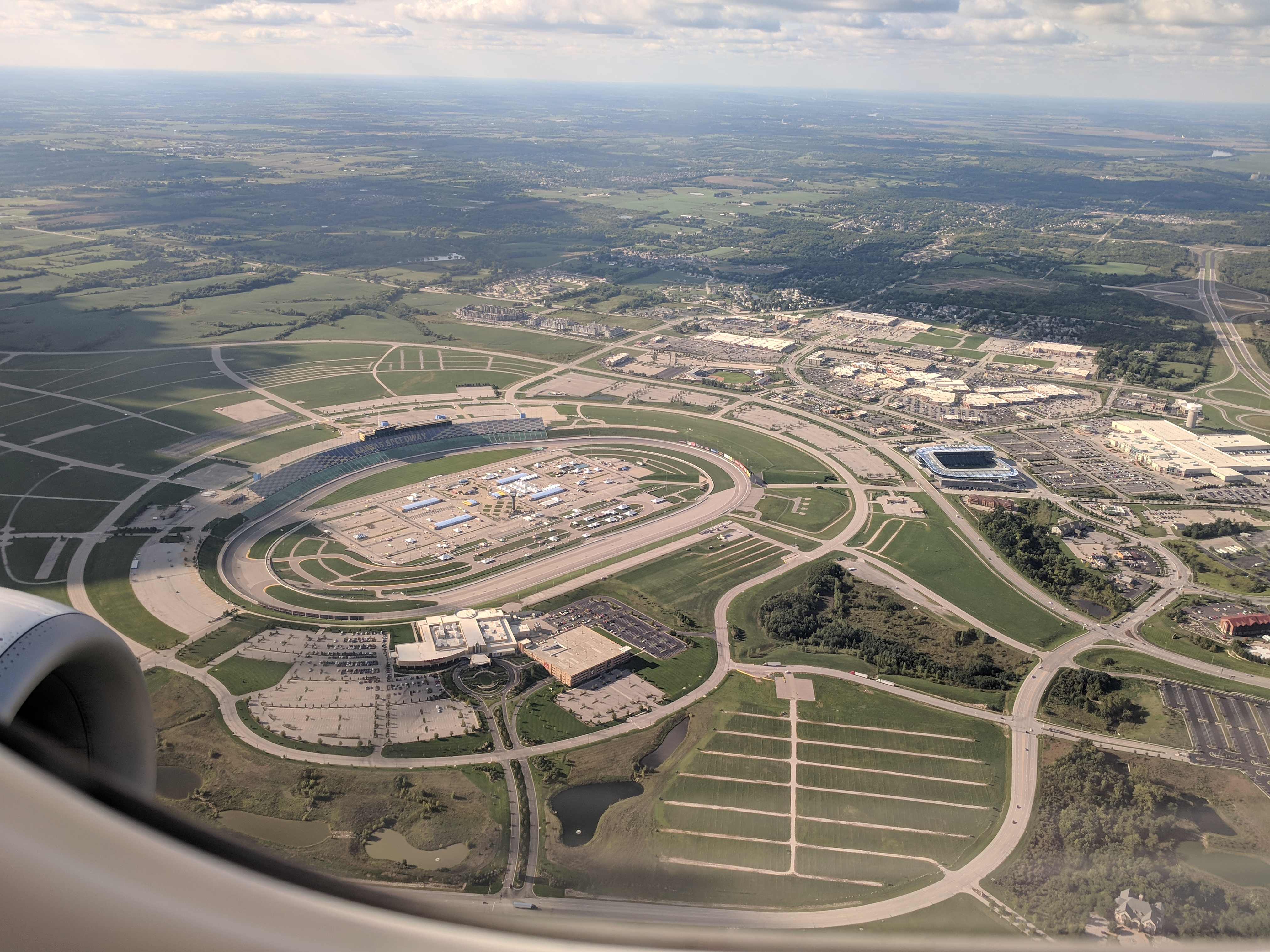
Kansas Speedway

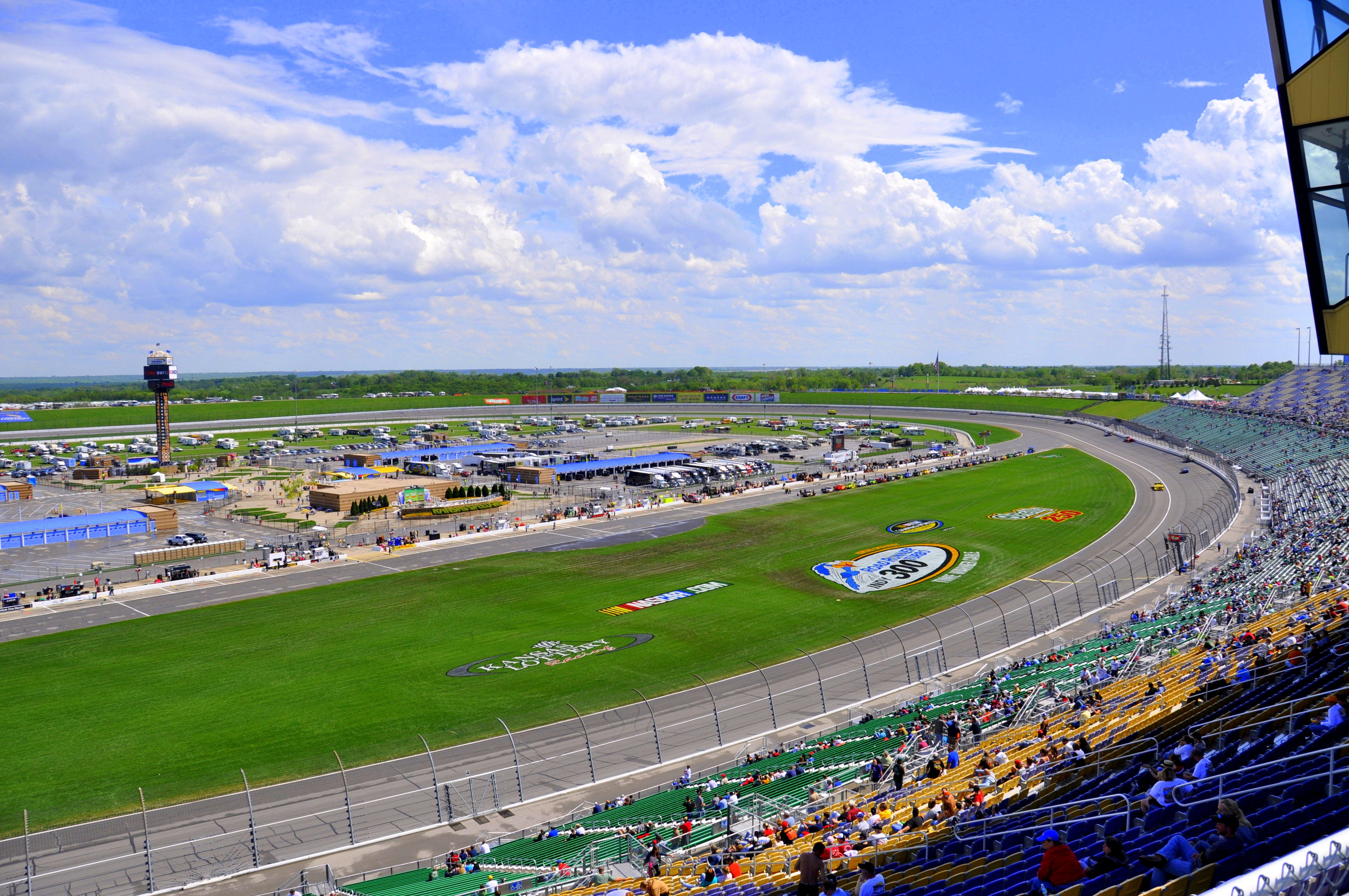
Kansas Speedway

De Kansas Speedway is een racecircuit gelegen in de Amerikaanse stad Kansas City (Kansas). Het is een ovaal circuit dat in 2001 in gebruik werd genomen. Het circuit heeft een lengte van 1,5 mijl (2,4 km). Er worden onder meer races gehouden die op de kalender staan van de verschillende NASCAR-kampioenschappen en de Indy Racing League series. De staat Kansas keurde in 2008 plannen goed om naast het circuit een Hard Rock Cafe met bijhorend casino te bouwen.

## Winnaars op het circuit
Winnaars op het circuit voor een race uit de Indy Racing League kalender.
| Jaar | Rijder          |
| ---- | --------------- |
| 2001 | Eddie Cheever   |
| 2002 | Airton Daré     |
| 2003 | Bryan Herta     |
| 2004 | Buddy Rice      |
| 2005 | Tony Kanaan     |
| 2006 | Sam Hornish Jr. |
| 2007 | Dan Wheldon     |
| 2008 | Dan Wheldon     |
| 2009 | Scott Dixon     |
| 2010 | Scott Dixon     |